# Melissa O'Neil
Melissa Crystal O'Neil (Calgary, 12 de julio de 1988) es una cantante y actriz de cine, televisión y teatro canadiense conocida por ganar, en 2005, la tercera temporada de Canadian Idol, la primera mujer canadiense en lograrlo. Como actriz es conocida por sus papeles de Dos / Rebecca / Portia Lin en la serie de ciencia ficción de Syfy, Dark Matter, y como la oficial Lucy Chen en la serie de drama policial de ABC, The Rookie.

## Biografía

### Infancia y estudios
Melissa O'Neil nació el 12 de julio de 1988 en Calgary, Alberta, Canadá. Su madre es china de Hong Kong y su padre es de ascendencia irlandesa. O'Neil asistió al Terry Fox Junior High School. Y posteriormente al Lester B. Pearson High School en Calgary, donde actuó en musicales, jugó al rugby y al baloncesto.

### Carrera
Melissa O'Neil saltó a la fama en 2005 con su participación en la tercera edición del programa de talentos Canadian Idol, del cual resultó ganadora gracias al televoto. Poco después de su exitoso paso por el programa sacó su primer sencillo, "Alive", el cual fue certificado cuádruple platino por Music Canada con más de 40 000 copias físicas vendidas en todo el país, mientras que su álbum debut homónimo vendió más de 50 000 copias, ganando un disco de oro. El éxito del álbum le valió una nominación a los Premios Juno de 2007 como Mejor Artista Nuevo. A partir de 2007 abandonó la música para centrarse en la actuación, tanto en teatro como en cine y televisión.
Entre 2007 y 2014, O'Neil orientó su carrera a la actuación en teatro y musicales, incluidos High School Musical on Stage!, British Invasion, Jesus Christ Superstar, Camelot y Les Misérables. En 2014, ganó el Premio Dora por su papel en el musical Les Misérables.
A partir de 2015, ha enfocado su carrera, principalmente, en la actuación tanto en cine como en televisión. Ha tenido papeles recurrentes en el drama televisivo de CBC de 2015 llamado This Life que se desarrolla en Montreal, en la serie policial de Cole Hauser Rogue y la serie web de drama musical, Lost Generation, que se desarrolla en Berlín. El programa originalmente se llamaba Pulse y tenía un guion y una partitura escrita por Duncan Sheik.
En diciembre de 2014, obtuvo su primer papel protagonista como Dos/Rebecca/Portia Lin en la serie de televisión de Syfy, la ópera espacial Dark Matter, basada en la novela gráfica creada por Mallozzi y Paul Mullie. Papel que interpretó entre 2015 y 2017, durante tres temporadas hasta septiembre de 2017 cuando Syfy anunció que no habría una cuarta temporada dejando las tramas de la serie inconclusas. En 2018, O'Neil interpretó el papel de Suki en el drama criminal procesal iZombie de The CW creado por Rob Thomas y tuvo otro papel recurrente en la serie de televisión de suspense Condor, una nueva versión televisiva de la película de 1975 Three Days of the Condor.
En octubre de 2018, O'Neil interpretó el papel de la oficial Lucy Chen en la serie dramática policial de televisión de ABC The Rookie, donde interpreta a una compañera oficial de policía novata junto a Nathan Fillion. El personaje de O'Neil, que inicialmente era el interés amoroso de Fillion, ha cambiado a un papel más complejo.

## Filmografía
| Año       | Título           | Papel             | Notas                                          | Ref. |
| --------- | ---------------- | ----------------- | ---------------------------------------------- | ---- |
| 2010      | Broken Hearts    | Brandi            | Película                                       |      |
| 2015–2017 | Dark Matter      | Dos/Portia Lin    | Papel principal; 39 episodios                  |      |
| 2015      | This Life        | Sarah             | Papel recurrente (temporada 1), 7 episodios    |      |
| 2016      | Rogue            | Jen               | Papel recurrente (temporadas 3–4), 8 episodios |      |
| 2016      | Second Jen       | Naomi             | Episodio: Jenny Has the Gay                    |      |
| 2017      | Ransom           | Drita Jakupi      | Episodio: The Artist                           |      |
| 2017      | Lost Generation  | Tasha             | Web series; papel recurrente, 5 episodios      |      |
| 2018      | iZombie          | Suki              | Papel recurrente (temporada 4), 5 episodios    |      |
| 2018      | A Simple Favor   | Beth T.A.         | Película                                       |      |
| 2018      | Condor           | Janice            | Papel recurrente (temporada 1), 5 episodios    |      |
| 2018-2025 | The Rookie       | Oficial Lucy Chen | Papel principal; 126 episodios                 |      |
| 2022      | The Rookie: Feds | Oficial Lucy Chen | Episodios: «Face Off» y «The Reaper»           |      |

Videojuegos
| Año       | Título                      | Papeles  | Notas                 | Ref.   |
| --------- | --------------------------- | -------- | --------------------- | ------ |
| 2016      | Tom Clancy's The Division   | Faye Lau | Papel principal; voz  | [ 19 ] |
| 2019-2020 | Tom Clancy's The Division 2 | Faye Lau | Papel recurrente; voz |        |

## Discografía

### Álbumes
| Año  | Álbum                                                                             | Posición | Certificación (sales threshold) |
| Año  | Álbum                                                                             | CA       | Certificación (sales threshold) |
| ---- | --------------------------------------------------------------------------------- | -------- | ------------------------------- |
| 2005 | Melissa O'Neil - Publicación: 22 de noviembre de 2005 - Sello: Sony - Formato: CD | 14       | - CAN: Oro                      |

### Sencillos
| Año  | Canción    | Canadá | Certificación     | Álbum          |
| ---- | ---------- | ------ | ----------------- | -------------- |
| 2005 | Alive      | 1      | 4xPlatinum (CRIA) | Melissa O'Neil |
| 2005 | Let It Go  | 7      | —                 | Melissa O'Neil |
| 2006 | Speechless | 31     | —                 | Melissa O'Neil |

## Premios y nominaciones
| Año  | Premio                 | Categoría                    | Papel                     | Resultado | Ref.   |
| ---- | ---------------------- | ---------------------------- | ------------------------- | --------- | ------ |
| 2007 | Premios Juno           | Nueva artista del año        |                           | Nominada  | [ 7 ]  |
| 2014 | Dora Mavor Moore Award | Destacada actuación femenina | Éponine en Les Misérables | Ganadora  | [ 10 ] |